# Jesca Hoop

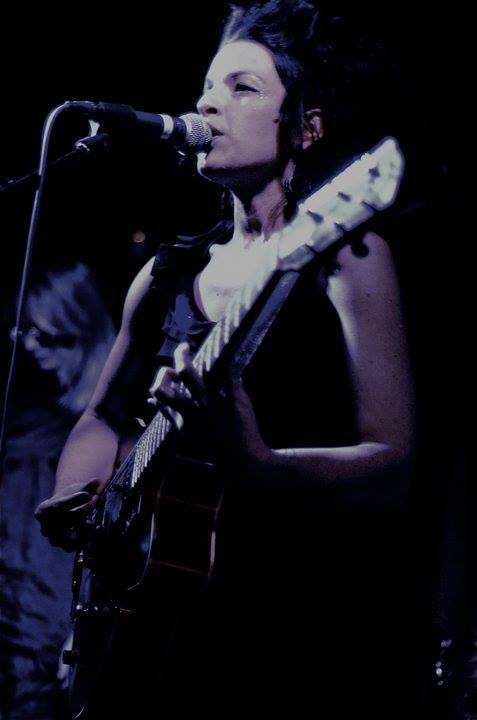
Jesca Hoop bei einem Live-Konzert

Jessica „Jesca“ Ada Hoop (* 21. April 1975 in Santa Rosa, Kalifornien) ist eine amerikanische Sängerin, Songwriterin und Gitarristin, die in verschiedenen Musikstilen schreibt und auftritt. Sie hat sechs eigene Studioalben sowie Live-, Akustik- und Doppelalben mit anderen Künstlern veröffentlicht.

## Biografie
Hoop wurde in Santa Rosa, Kalifornien, als Tochter von Janette und Jack Dennis Hoop, beide Mormonen, geboren. Sie wuchs in einer Familie auf, die Kirchenlieder und vierstimmige Volkslieder sang. Als sie 14 Jahre alt war, trennten sich ihre Eltern und zwei Jahre später wandte sie sich von ihrer mormonischen Religion ab. Hoop beschrieb die Abkehr von ihrem Glauben als Entgiftungsprozess und sagte: „Jetzt fühle ich mich frei davon: Ich glaube an die Menschen.“
Hoop verließ die Stadt und zog in die ländliche Wildnis Nordkaliforniens und Wyomings, wo sie „einen Sommer lang unter einem Baum, in Jurten, in Rundhäusern und in einem Hühnerstall, den ich umbaute“ lebte. Im Alter von 20 Jahren wurde sie im Rahmen eines Rehabilitationsprogramms für schwer erziehbare Jugendliche in Arizona als Survival Guide in der Wildnis eingesetzt. Der Kurs beinhaltete: „Kein Lager, wir würden einfach zwei Monate lang wandern. Sie würden lernen, wie man durch Reibung Feuer macht, und diese Erfahrung würde ihr Leben verändern. Die Umwelt würde sich verändern.“

## Karriere
Obwohl sie seit ihrer Jugend Musik macht, gab ihr die Arbeit als Survival Guide „den mentalen Freiraum, um nebenbei zu schreiben“. Im Jahr 2000 zog Hoop nach Los Angeles, wo sie als Kindermädchen für die Kinder von Tom Waits arbeitete. Er und seine Frau Kathleen Brennan spielten bei der Entwicklung ihrer Karriere eine entscheidende Rolle und stellten den Kontakt zu seinem Musikverleger Lionel Conway her. Sein Unternehmen gab ihr einen Verlagsvertrag und „einen Vorschuss, etwas zum Leben, und half bei der Entwicklung“. Conway schickte ein Demo von „Seed of Wonder“ an den DJ Nic Harcourt, der den Song in der Sendung „Morning Becomes Eclectic“ auf KCRW spielte. Das Lied wurde zu einem der meistgewünschten Songs der Sendung und weckte großes Interesse an Hoops akustischen Live-Shows in Los Angeles. Anschließend unterschrieb sie bei 3 Records, einem Tochterunternehmen von Columbia Records, und arbeitete mit Tony Berg, dem Produzenten und Manager von 3 Records, an ihrem Debütalbum. Ihr Debütalbum Kismet wurde im September 2007 in den USA veröffentlicht. Nach einer Umstrukturierung bei Columbia wurde Hoop drei Monate nach der Veröffentlichung fallen gelassen.
Nach einem Treffen mit Tom Piper, dem Tourmanager der Band Elbow, zog Hoop 2008 nach Manchester in England. Anfangs hatte sie Schwierigkeiten, sich einzugewöhnen: „Als Kalifornierin fällt es mir schwer, unter diesem wolkenverhangenen Himmel zu bleiben“. Nachdem sie sich im Stadtteil Chorlton niedergelassen hatte, verbrachte Hoop 18 Monate damit, neues Material für ihr 2010 erschienenes Album Hunting My Dress aufzunehmen. Sie hatten „einen LKW-Anhänger in meinem Hinterhof geparkt, den wir als Verlängerung benutzen, wo ich zum Schreiben hingehe“. Im selben Jahr unterschrieb sie beim US-amerikanischen Label Vanguard Records. 2011 folgte die EP Snowglobe, die aus einer Handvoll Tracks besteht, die vor ihrem Umzug nach Großbritannien aufgenommen wurden. Hoop beschreibt sie als Folksongs. Im Jahr 2011 arbeitete sie als Backgroundsängerin auf der New Blood-Tour von Peter Gabriel. Im Jahr darauf erschien The House That Jack Built. 2013 und 2014 veröffentlichte sie Complete Kismet Acoustic und Undress, Neuinterpretationen von Songs aus Kismet bzw. Hunting My Dress. 2016 veröffentlichte Hoop Love Letter for Fire, ein Album mit Duetten mit dem amerikanischen Sänger und Songwriter Sam Beam (Iron & Wine). Jesca Hoop hatte einen Plattenvertrag bei Sub Pop unterschrieben und die Veröffentlichung des Albums Memories Are Now für den 10. Februar 2017 angekündigt.

## Kooperationen
Hoop hat mit vielen bekannten Künstlern zusammengearbeitet, darunter Stewart Copeland, Guy Garvey, Shearwater und The Ditty Bops. Seit ihrem Debütalbum hat Hoop zahlreiche Tourneen absolviert und dabei als Opener für Mark Knopfler, Elbow, Placebo, EELS, Shuggie Otis, Iron & Wine, Andrew Bird, Punch Brothers, Shearwater und The Ditty Bops gespielt.

## Stil
Hoops Stil wird als sehr experimentell mit Folk-, Rock- und elektronischen Einflüssen beschrieben. Ihr früher Mentor Tom Waits beschrieb sie als „wie eine vierseitige Münze. Sie ist eine alte Seele, wie eine schwarze Perle, eine gute Hexe oder ein roter Mond. Ihre Musik ist wie Schwimmen in einem See bei Nacht“.
Sie sagt oft: „Jedes Mal, wenn ich ein Liederbuch schreibe, habe ich eine Identitätskrise. Ich denke: Was ist das für eine Musik? Wo passt sie hin?“ Ihre Neigung, sich zwischen verschiedenen Stilen zu bewegen, erklärt sie so: „Ich bin beeindruckt von der Kraft der Musik und ihrer Fähigkeit, das Gefäß, in das sie eindringt, zu verändern. Das berührt mich jeden Tag. Wenn ich meine Stimmung ändern will, wechsle ich die Musik.“

## Diskografie

### Alben
- Kismet (2007)
- Hunting My Dress (2009)
- The House That Jack Built (2012)
- The Complete Kismet Acoustic (2013) – Live-Akustikversionen, hauptsächlich von Kismet
- Undress (2014) – Akustische Neuauflagen von Songs aus Hunting My Dress
- Love Letter for Fire (with Sam Beam) (2016)
- Memories Are Now (2017)
- Stonechild (2019)
- The Deconstruction of Jack's House (2021)
- Order of Romance (2022)

### EPs
- Kismet Acoustic (2008)
- Snowglobe (2011)

### Weitere
- Silverscreen Demos (2004)